# 李松柏 (越南)
李松柏（1931年11月14日—2015年2月22日），有書籍譯作「李松波」，是一位越南共和國陸軍（南越陸軍）的准將。
李松柏曾任南越第23師師長，並於1972年復活節攻勢期間在崑嵩率領其部擊退越南人民軍（北越軍）的進攻。後任南越第25師師長，1975年春季攻勢期間負責率領其部防守西貢外圍的古芝前線，西貢陷落前一日的1975年4月29日，因北越第3軍攻入第25師基地而被俘，後入獄接受政治改造。1988年獲釋，1990年赴美國定居。
2015年2月22日，李松柏在美國的家中去世，享年83歲。

## 外部連結
- MekongRepublic - The place to be
- Archive for November 10, 2005Las Vegas Sun News （页面存档备份，存于）